# 200 (nombre)
« Deux cents » redirige ici.  Pour l'année, voir 200.
200 (deux cents) est l'entier naturel qui suit 199 et qui précède 201.

## En mathématiques
Deux cents est :
- le plus petit nombre non primable (il ne peut pas être converti en nombre premier en changeant simplement un de ses chiffres en un autre chiffre ;
- un nombre Harshad ;
- le nombre apparaît dans la suite de Padovan, précédé par 86, 114, 151 (il est la somme des deux premiers de cette liste).

## Dans d'autres domaines
Deux cents est aussi :
- Un standard commun ISO pour la vitesse de film pour les films photographiques. Néanmoins, la vitesse de film 200 est délaissée chez les consommateurs pour des films plus rapides.
- L'avant-dernier des sept billets d'euros. Le billet de 200 euros fut dessiné par Robert Kalina.
- Un code d'état HTTP indiquant une connexion réussie.
- La somme d'argent en euros remise au joueur du jeu de société classique Monopoly qui passe la case de départ.
- Un niveau de cholestérol de 200 et plus bas est considéré un « niveau désirable correspondant à un niveau minimal pour maladie cardiaque ».
- Années historiques : -200, 200.
- Le nom d'un épisode de South Park : 200.
- KR 200, un véhicule fabriqué par Messerschmitt.